# جيني بلاندل
جيني بلاندل (بالإنجليزية: Jenny Blundell)‏ هي منافسة ألعاب القوى أسترالية، ولدت في 9 مايو 1994.

## وصلات خارجية
- جيني بلاندل على موقع الاتحاد الدولي لألعاب القوى (الإنجليزية)
- جيني بلاندل على موقع النتائج التاريخية لألعاب القوى الأسترالية (الإنجليزية)
- جيني بلاندل على موقع الدوري الماسي (الإنجليزية)
- جيني بلاندل على موقع أوليمبيديا (الإنجليزية)
- جيني بلاندل على موقع اللجنة الأولمبية الأسترالية (الإنجليزية)